# سوق الرباع

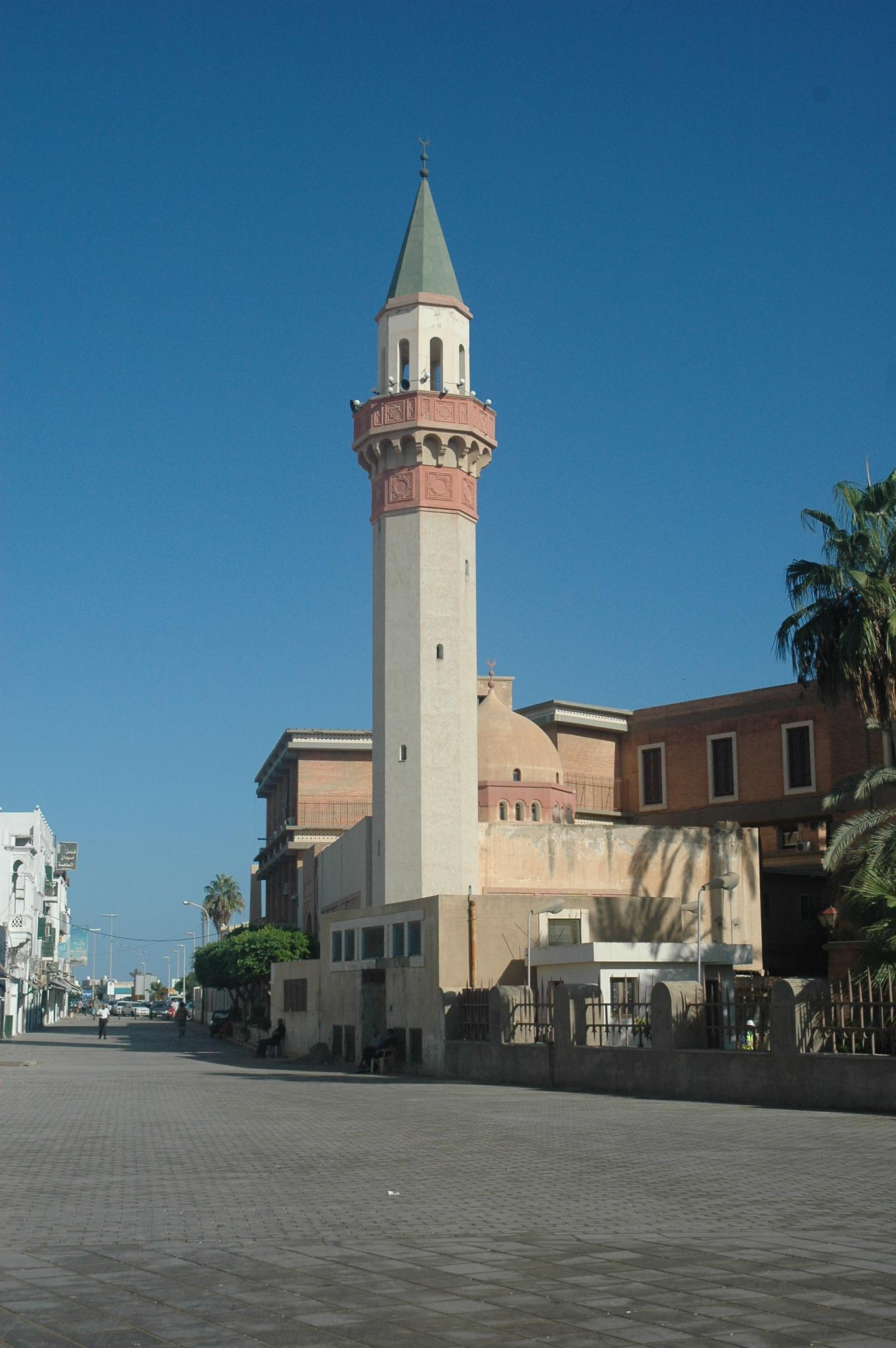
سوق الرباع القديم في طرابلس: من سوق الكتب إلى سوق التحف والملابس التقليدية

سوق الرباع القديم أو سوق العرب وهي من أهم معالم في طرابلس القديمة ليبيا، وهو يقع في الزاوية الشمالية الشرقية من مدينة طرابلس القديمة، ويشرف على مدخل باب المنشية. شيد السوق في سنة 1649-1672 وكان أول سوق مغطى. ويعد من الاسواق القديمة التي تصارع من أجل البقاء.

## الوصف
يتخذ هذا السوق شكل رواقين الأول متعامد والآخر مستقيم يصل بينهما منفذ مشترك.
أ.الرواق العمودي يعرف بسوق الكتب ويطل بمدخل على سوق المشير بباب مقوس ضخم وجميل ومدخل على سوق قويعة والسوق مغطى ذو تسقيف قبوي به رواقان بأقواس محمولة على سبعة عشر عمودا بتيجان حفصية.
كانت تباع في هذا السوق الكتب القديمة ومستلزمات الوراقين والآن أصبح سوقاً لبيع التحف الشرقية الجميلة.
ب.الرواق المستقيم وهو المسمى بسوق قويعة ويتصل بمنفذين الأول على سوق الكتب والثاني على سوق الأردية «الرداوات» ومنفذ مغلق في فندق الزهر وهو سوق مغطى بسقف قبوي سابقا كانت تباع فيه المنتوجات القادمة من السودان مثل الجلود وريش النعام وأنواع التمور...الخ والآن تباع فيه البدل العربية التقليدية الرجالية والنسائية.

## وصلات خارجية
- مدونة غيداء